# Chalepoxenus brunneus
Chalepoxenus brunneus је инсект из реда Hymenoptera и фамилије Formicidae.

## Угроженост
Ова врста се сматра рањивом у погледу угрожености врсте од изумирања.

## Распрострањење
Врста има станиште у Алжиру и Мароку.